# رجل وأربع نساء (رواية)
رجل وأربع نساء عنوان رواية من تأليف الدبلوماسي المصري إبراهيم يسري. وتدور الرواية حول ثورة 1952 والفترة الناصرية. نشرت الرواية عام 2007م عن مؤسسة دار الهلال  من 848 صفحة.
تجمع الرواية بين الهم القومي والظروف السياسية التي مرت بها مصر وعواطف أبطال العمل خاصة تجربة البطل مع أربع نساء بعد انهيار مشروع زواجه من درية حبيبة صباه. وتتسم الرواية بتأريخ فترة الخمسينيات والستينيات في تاريخ مصر بما حفلت به من رومانسية في العلاقات العاطفية وذلك الإحساس الوطني العالي الذي واكب فترة المد القومي العربي الذي مثلته زعامة جمال عبد الناصر. الرواية مليئة بالأحداث الدرامية والعاطفية والسياسية الرمزية وكأنك تشاهد فيلما سينمائيا وقد ساعد على ذلك أن المؤلف كتبها في صورة سيناريو سينمائي مثير.